# José Curbelo
Jose Curbelo est un pianiste et chef d'orchestre de musique latine des années 1940 et 1950, né à La Havane (Cuba) le 18 février 1917, et mort le 21 septembre 2012 à Miami (Floride) à 95 ans. Son répertoire comprend des mambos, des rumbas, des boleros, et des sambas brésiliennes.

## Biographie
José Curbelo est né à La Havane. Sa mère et son père étaient cubains. Son père était musicien dans l'orchestre philharmonique de La Havane. José Curbelo a étudié au conservatoire "Molinas" et en 1942 il a formé à New York son groupe "Orquestra". Le jeune Pete Terrace sera l'un de ses musiciens d'orchestre avant de partir faire son service militaire dans l'US Army durant 18 mois.
Parmi ses jolies chansons il y a "La familia" (chantée par Ray Barretto), "Sun sun sun babae" (chantée par Oscar D'Leon), "La la la" et "Mambo y cha cha cha".
Il est mort en 2012 à Miami.

## Discographie
- 1939 :  Rompan el cuero avec l'orchestre Havana-Riverside / CD enregistré à La Havane.
- 1946 : Rumba Gallega 1946-1951 / CD enregistré à New York.
- 1946 : El Rey del Mambo (Compilation des 78 RCA de 1946 et 1947) ∫ CD RCA Victor Records.
- 1951 : Jose Curbelo Live At The China Doll, Vol. 1 / CD enregistré au China Doll de New York -   José Curbelo et son orchestre[2]
- 1954 : Jose Curbelo Live At The China Doll, Vol. 2 / CD enregistré au China Doll de New York -  José Curbelo et Tito Puente
- 195? : Cha Cha Cha Mambo Merengue ∫ Rico Records Rico 3009
- 1994 : Rumba gallega ∫ Tumbao Cuban Classics / Camarillo Music Ltd[3]
- 2003 : Payadas De Camino Largo Vol.1 (Compilation d'artistes : 2 titres seulement sur les 10) ∫ Sondor S.A. (Uruguay)
- 2009 : Sin Vueltas

José Curbelo Quintet ou Jose Curbelo & His Quintet
- 1955 : Cha cha cha in blue ∫ Fiesta Records FLP 1204
- 1955 : Cha cha cha ∫ Fiesta Records FLP 1207
- 1955 : Wine, women and cha cha ∫ Fiesta Records FLP 1219
- 1956 : Instrumental cha cha cha  ∫ Fiesta Records FLP 1242

Los Colombianos avec José Curbelo
- 197? : Entre brasil y colombia   ∫ AFA 20829 (France)

Compilation
- 1974 : Los Reyes Del Mambo (10 Titres période RCA)[4] ∫ Cariño Records DBM1 - 5809
- 1988 : Let's go Latin : Ramon Argueso and Jose Curbelo and their orchestras ∫ CD Lynbrook, N.Y. : Fiesta, 1988[5].

### EnregistrementsMicrosillonsEP 78 (2 titres)
- 1954 : A1. La luna / B1. Cha cha cha  ∫ Fiesta Records - Fiesta 20-065 (matrices F-114 et F-115)

### ExtraitsSingleEP 45 (2 titres)
- Cha Cha Cha In Blue / Ardent Night  ∫ Fiesta Records Fiesta 047
- Sensation /Easy  does it  ∫ Fiesta Records Fiesta 054
- Enchanted /La familia  ∫ Fiesta Records Fiesta 051
- La La La / Poco Pelo  ∫ Fiesta Records Fiesta 062
- La Luna / Rendez-vous  ∫ Fiesta Records Fiesta 065
- The Phantom's Cha Cha Cha / Bandolera  ∫ Fiesta Records Fiesta 069
- Do Re Mi Cha Cha Cha / Guaguanco En New York  ∫ Fiesta Records Fiesta 071
- El pescador / Hissing cha cha cha  ∫ Fiesta Records Fiesta 073
- Melody In Cha Cha Cha / Clap Hands and Cha Cha Cha  ∫ Fiesta Records Fiesta 079
- Figaro-Figaro / The Web  ∫ Fiesta Records Fiesta 082
- Sun Sun Babae / Rey Negro  ∫ Fiesta Records Fiesta 086
- Zoita / Que Es Guapacha  ∫ Fiesta Records Fiesta 094

### Extraits EP Maxi 45 (4 titres)
- 1960 : La Luna[6]  ∫ Disques Polydor / Polydor 21983[7]

### Autres enregistrements de Jose Curbelo
Pour José Curbelo - José Morand - Tito Puente - Miguelito Valdés - Octavio Mendoza - Tito Rodríguez - Hermanos Valdés and the Hermanos Valdés (vocals).
- 1955 : Perfect for dancing : Rhumbas  ∫ LP RCA Victor Records (Produced and prepared under the direction of the Fred Astaire Dance Studios…)[8]

## Partitions
- 1946 : Que no, que no! (es)